# Boris Kabi
Boris Landry Kabi (Yamoussoukro, 12 dicembre 1984) è un ex calciatore ivoriano, di ruolo attaccante.

## Palmarès

### Club

#### Competizioni nazionali
- Coppa del Principe della Corona del Kuwait: 1

Al-Kuwait: 2011
- Coppa della Federazione calcistica del Kuwait: 1

Al-Kuwait: 2011
- Etisalat Emirates Cup: 1

Ajman: 2012-2013

#### Competizioni internazionali
- Coppa dell'AFC: 1

Al-Kuwait: 2012

### Individuale
- Capocannoniere della Coppa di Lega emiratina: 1

2009-2010